# Dirk Vekeman
Dirk Vekeman (* 25. September 1960 in Ukkel; † 5. Mai 2013) war ein belgischer Fußballspieler.

## Sportlicher Werdegang
Vekeman entstammte der Jugend des RSC Anderlecht, 1979 rückte er als Ersatztorhüter der Wettkampfmannschaft in den Erwachsenenbereich auf und debütierte im Mai des Jahres zwischen den Pfosten in der Meisterschaft. Zunächst stand er im Schatten von Nico de Bree, nach dessen Abschied 1980 war Jacky Munaron die weitgehend unumstrittene Nummer eins des belgischen Topklubs. Mit diesem zwischen den Pfosten gewann der Klub 1981 den belgischen Meistertitel und auch in den Endspielen um den UEFA-Pokal 1982/83, in denen Benfica Lissabon mit einem 1:0-Heimerfolg und einem 1:1-Auswärtsremis bezwungen wurde, sowie um den UEFA-Pokal 1983/84, in denen nach zwei Unentschieden gegen Tottenham Hotspur im Elfmeterschießen die Titelverteidigung verpasst wurde, setzte Trainer Paul van Himst Vekeman auf die Ersatzbank.
Zwischen 1985 und 1987 gewann Vekeman als Ersatzmann noch dreimal die belgische Meisterschaft, anschließend verabschiedete er sich als Leihspieler zunächst innerhalb der ersten Liga zu Racing Jet Brüssel, beendete die Spielzeit aber mit dem Klub auf einem Abstiegsplatz. im Sommer 1988 wurde er zum RWD Molenbeek verliehen, erneut stieg er zum Saisonende mit dem Verein aus der ersten Liga ab.
1989 wechselte Vekeman zum seinerzeitigen Zweitligisten Boom FC. Mit diesem stieg er 1992 in die erste Liga auf, mit nur sechs Saisonsiegen und 95 im gesamten Saisonverlauf kassierten Gegentoren beendete der Verein das Gastspiel in der belgischen Eliteklasse als Tabellenletzter jedoch nach nur einer Spielzeit wieder. Nach finanziellen Problemen stieg der Klub 1995 in den Amateurbereich ab, im selben Jahr beendete Vekeman seine aktive Laufbahn.
Am 5. Mai 2013, auf den Tage 34 Jahre nach seinem Profidebüt, verstarb Vekeman im Alter von 52 Jahren im Schlaf.